# 늦털매미
늦털매미(Suisha coreana)는 노린재목 매미과의 곤충이다. 털매미와 비슷하지만 몸이 블록하고 앞가슴등 판의 무늬도 다르다. 털매미가 서서히 모습을 감추는 8월 말~10월 중순에 나타나는 매미이다. 늦가을까지 출현하는 매미라고 해서 이름이 지어졌다.

## 울음소리
늦털매미는 '씨이이이이' 하다가 '씩 씩 씩 씩'하는 울음소리를 낸다.

## 털매미와의 차이
늦털매미와 비슷한 털매미는 6월 중순경 나타나 8월 말쯤 사라지지만, 늦털매미는 8월 말부터 11월 초까지 나타난다. 털매미는 '씨이이~'하는 높은 소리를 구사하지만 늦털매미는 '씩 씩 씩'하고 운다. 또한 털매미의 뒷날개는 검은색이지만 늦털매미의 뒷날개에는 주황색 무늬가 있다.